# Comté de Beadle
Pour les articles homonymes, voir Beadle.
Le comté de Beadle est un comté situé dans l'État du Dakota du Sud, aux États-Unis. En 2010, sa population est de 17 398 habitants. Son siège est Huron.

## Histoire
Créé en 1879, le comté est nommé en l'honneur de William Henry Harrison Beadle (en), géomètre-expert du territoire du Dakota de 1869 à 1873.

## Villes du comté
- Cities :
  - Huron
  - Iroquois
  - Wessington

- Towns :
  - Broadland
  - Cavour
  - Hitchcock
  - Virgil
  - Wolsey
  - Yale

- Census-designated places :
  - Morningside

## Démographie
Selon l'American Community Survey, en 2010, 92,27 % de la population âgée de plus de 5 ans déclare parler l'anglais à la maison, 4,92 % déclare parler l'espagnol, 1,97 % l'allemand et 0,84 % une autre langue.
| 1880  | 1890  | 1900  | 1910   | 1920   | 1930   |
| ----- | ----- | ----- | ------ | ------ | ------ |
| 1 290 | 9 586 | 8 081 | 15 776 | 19 273 | 22 917 |

| 1940   | 1950   | 1960   | 1970   | 1980   | 1990   |
| ------ | ------ | ------ | ------ | ------ | ------ |
| 19 648 | 21 082 | 21 682 | 20 877 | 19 195 | 18 253 |

| 2000   | 2010   | - | - | - | - |
| ------ | ------ | - | - | - | - |
| 17 023 | 17 398 | - | - | - | - |